# 普瓦松
普瓦松（法語：Poissons，法語發音：[pwasɔ̃] ⓘ）是法国上马恩省的一个市镇，属于圣迪济耶区。

## 地理
普瓦松（48°25'23"N, 5°13'11"E）面积15.48 平方千米，位于法国大東部大區上马恩省，该省份为法国东北部内陆省份，北起马恩省和默兹省，西接奥布省，西南接科多尔省，东南接上索恩省，东临孚日省。
与普瓦松接壤的市镇（或旧市镇、城区）包括：蒙特勒伊叙托南斯、龙让河畔农库尔、萨伊、圣于尔班-马孔库尔、苏珊库尔。
普瓦松的时区为UTC+01:00、UTC+02:00（夏令时）。

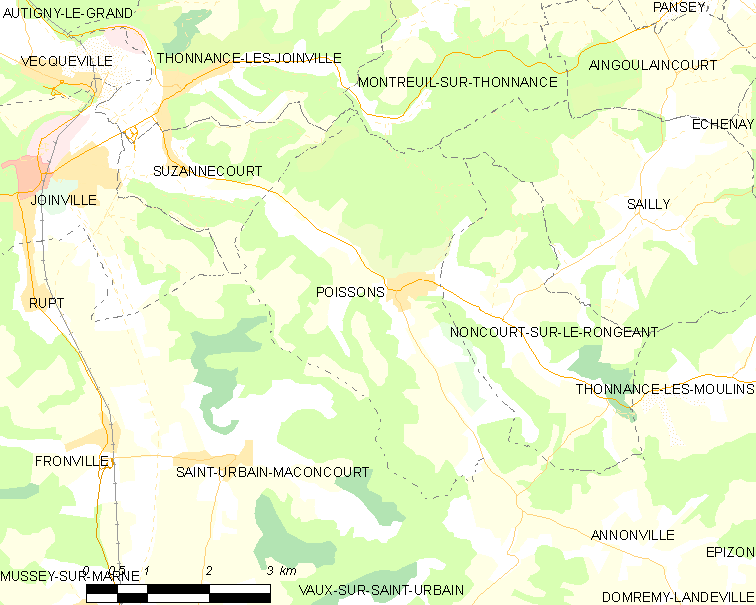
普瓦松的OSM定位图

## 行政
普瓦松的邮政编码为52230，INSEE市镇编码为52398。

## 政治
普瓦松所属的省级选区为普瓦松县。

## 人口

1962-2008年间普瓦松人口变化图示

普瓦松于2022年1月1日时的人口数量为611人。